# Eomedina hamoyensis
Eomedina hamoyensis là một loài ruồi trong họ Tachinidae.